# John Stuart (attore)
John Stuart, nato John Alfred Louden Croall (Edimburgo, 18 novembre 1898 – Londra, 17 ottobre 1979), è stato un attore scozzese.
Fu molto popolare nel periodo del cinema muto.
Il suo primo film parlato, Kitty, uscito nel 1929, riscosse un grande successo. Il suo ultimo ruolo fu quello di un anziano kriptoniano nel film Superman (1978).
È sepolto nel cimitero di Brompton a Londra.
Nel 2012 il figlio Jonathan Croall ha scritto un libro sugli idoli dello schermo degli anni venti, tra i quali figura anche il padre John Stuart. In un articolo del Guardian dal titolo My dad, the silent film star, Jonathan Croall ha scritto un tributo al padre, offrendone un background personale e professionale.

## Filmografia

### Cinema
- Her Son, regia di Walter West (1920)
- The Great Gay Road, regia di Normand McDonald (1920)
- The Lights of Home, regia di Fred Paul (1920)
- Land of My Fathers, regia di Fred Rains (1921)
- Sinister Street, regia di George Beranger (1922)
- A Sporting Double, regia di Arthur Rooke (1922)
- The Little Mother, regia di A.V. Bramble (1922)
- If Four Walls Told, regia di Fred Paul (1922)
- Constant Hot Water, regia di George A. Cooper (1923, breve)
- The School for Scandal, regia di Bertram Phillips (1923)
- Little Miss Nobody, regia di Wilfred Noy (1923)
- The Reverse of the Medal, regia di George A. Cooper (1923, breve)
- This Freedom, regia di Denison Clift (1923)
- The Mistletoe Bough, regia di Charles Somerset ed Elliot Stannard (1923)
- The Loves of Mary, Queen of Scots, regia di Denison Clift (1923)
- Her Redemption, regia di Bertram Phillips (1924)
- The Alley of Golden Hearts, regia di Bertram Phillips (1924)
- His Grace Gives Notice, regia di W.P. Kellino (1924)
- A Daughter of Love, regia di Walter West (1925)
- Parted, regia di Alexander Butler (1925, breve)
- We Women, regia di W.P. Kellino (1925)
- Venetian Lovers, regia di Walter Niebuhr e Frank A. Tilley (1925)
- Il labirinto delle passioni (The Pleasure Garden), regia di Alfred Hitchcock (1925)
- Mademoiselle from Armentieres, regia di Maurice Elvey (1926)
- London Love, regia di H. Manning Haynes (1926)
- Roses of Picardy, regia di Maurice Elvey (1927)
- The Glad Eye, regia di Maurice Elvey (1927)
- The Flight Commander, regia di Maurice Elvey (1927)
- Hindle Wakes, regia di Maurice Elvey (1927)
- A Woman in Pawn, regia di Edwin Greenwood (1927)
- Mademoiselle Parley Voo, regia di Maurice Elvey (1928)
- Smashing Through, regia di W.P. Kellino (1929)
- Sailors Don't Care, regia di W.P. Kellino (1928)
- High Seas, regia di Denison Clift (1929)
- Kitty, regia di Victor Saville (1929)
- Taxi for Two, regia di Denison Clift e Alexander Esway (1929)
- Atlantic, regia di Ewald André Dupont (1929)
- Parla Elstree (Elstree Calling), regia di Alfred Hitchcock, André Charlot, Jack Hulbert, Paul Murray (1930)
- No Exit, regia di Charles Saunders  (1930)
- The Nipper, regia di Louis Mercanton (1930)
- Kissing Cup's Race, regia di Castleton Knight (1930)
- Children of Chance, regia di Alexander Esway (1930)
- Hindle Wakes, regia di Victor Saville (1931)
- Verdict of the Sea, regia di Frank Miller e Sidney Webber Northcote (1932)
- In a Monastery Garden, regia di Maurice Elvey (1932)
- Numero diciassette (Number Seventeen), regia di Alfred Hitchcock (1932)
- The Hound of the Baskervilles, regia di Garett Gundray (1932)
- L'Atlantide (Die Herrin von Atlantis), regia di Georg Wilhelm Pabst (1932)
- Men of Steel, regia di George King (1932)
- The Lost Chord, regia di Maurice Elvey (1933)
- This Week of Grace, regia di Maurice Elvey (1933)
- Head of the Family, regia di John Daumery (1933)
- Mayfair Girl, regia di George King (1933)
- Enemy of the Police, regia di George King (1933)
- The Wandering Jew, regia di Maurice Elvey (1933)
- The House of Trent, regia di Charles Bennett (1933)
- The Pointing Finger, regia di George Pearson (1933)
- Naughty Cinderella, regia di Jean Daumery (1933)
- Mr. Quincey of Monte Carlo, regia di John Daumery (1933)
- Love's Old Sweet Song, regia di H. Manning Haynes (1933)
- Little Fella, regia di Wlliam C. McGann (1933)
- Home, Sweet Home, regia di George A. Cooper (1933)
- Bella Donna, regia di Robert Milton (1934)
- The Black Abbot, regia di George A. Cooper (1934)
- The Four Masked Men, regia di George Pearson (1934)
- Blind Justice, regia di Bernard Vorhaus (1934)
- Grand Prix, regia di St. John Legh Clowes (1934)
- The Blue Squadron, regia di George King (1934)
- The Green Pack, regia di T. Hayes Hunter (1934)
- Lend Me Your Husband, regia di Frederick Hayward (1935)
- D'Ye Ken John Peel?, regia di Henry Edwards (1935)
- Royal Cavalcade, regia di Thomas Bentley, Herbert Brenon, W.P. Kellino, Norman Lee, Walter Summers e Marcel Varnel (1935)
- Once a Thief, regia di George Pearson (1935)
- Abdul the Damned, regia di Karl Grune (1935)
- Reasonable Doubt, regia di George King (1936)
- The Secret Voice, regia di George Pearson (1936)
- Talking Feet, regia di John Baxter (1937)
- The Elder Brother, regia di Frederick Hayward (1937)
- Pearls Bring Tears, regia di Manning Haynes (1937)
- The Show Goes On, regia di Basil Dean (1937)
- The Claydon Treasure Mystery, regia di H. Manning Haynes (1938)
- Old Mother Riley in Society, regia di John Baxter (1940)
- The Seventh Survivor, regia di Leslie S. Hiscott (1941)
- Old Mother Riley's Ghosts, regia di John Baxter (1941)
- Ships with Wings, regia di Sergei Nolbandov (1941)
- Penn of Pennsylvania, regia di Lance Comfort (1941)
- The Big Blockade, regia di Charles Frend (1942)
- The Missing Million, regia di Philip Brandon (1942)
- Banana Ridge, regia di Walter C. Mycroft (1942)
- Hard Steel, regia di Norman Walker (1942)
- Flying Fortress, regia di Walter Forde (1942)
- Women Aren't Angels, regia di Lawrence Huntington (1943)
- Candles at Nine, regia di John Harlow (1944)
- Headline, regia di John Harlow (1944)
- La Madonna delle 7 lune (Madonna of the Seven Moons), regia di Arthur Crabtree (1945)
- The Phantom Shot, regia di Mario Zampi (1947)
- Carnefice di me stesso (Mine Own Executioner), regia di Anthony Kimmins (1947)
- Un grande amore di Giorgio IV (Mrs. Fitzherbert), regia di Montgomery Tully (1947)
- Escape from Broadmoor, regia di John Gilling (1948, breve)
- House of Darkness, regia di Oswald Mitchell (1948)
- Third Time Lucky, regia di Gordon Parry (1949)
- The Temptress, regia di Oswald Mitchell (1949)
- Man on the Run, regia di Lawrence Huntington (1949)
- The Man from Yesterday, regia di Oswald Mitchell (1949)
- Stupenda conquista (The Magic Box), regia di John Boulting (1951)
- Direzione nord (Mr. Denning Drives North), regia di Anthony Kimmins (1952)
- L'uomo dai cento volti (The Ringer), regia di Guy Hamilton (1952)
- Mantrap, regia di Terence Fisher (1953)
- Street Corner, regia di Muriel Box (1953)
- Four Sided Triangle, regia di Terence Fisher (1953)
- Front Page Story, regia di Gordon Parry (1954)
- La spada di Robin Hood (The Men of Sherwood Forest), regia di Val Guest (1954)
- It's a Great Day, regia di John Warrington (1955)
- The Gilded Cage, regia di John Gilling (1955)
- Alias John Preston, regia di David MacDonald (1955)
- Johnny, You're Wanted, regia di Vernon Sewell (1956)
- Tons of Trouble, regia di Leslie S. Hiscott (1956)
- Raiders of the River (1956)
- Donna da uccidere (Eyewitness), regia di Muriel Box (1956)
- L'ultimo uomo da impiccare (The Last Man to Hang?), regia di Terence Fisher (1956)
- I vampiri dello spazio (Quatermass 2), regia di Val Guest (1957)
- La verità... quasi nuda (The Naked Truth), regia di Mario Zampi (1957)
- La vendetta di Frankenstein (The Revenge of Frankenstein), regia di Terence Fisher (1958)
- Il sangue del vampiro (Blood of the Vampire), regia di Henry Cass (1958)
- Chain of Events, regia di Gerald Thomas (1958)
- Further Up the Creek, regia di Val Guest (1958)
- Operazione Scotlad Yard (The Secret Man), regia di Ronald Kinnoch (1958)
- La signora non è da squartare (Too Many Crooks), regia di Mario Zampi (1959)
- La mummia (The Mummy), regia di Terence Fisher (1959)
- Affondate la Bismarck! (Sink the Bismarck!), regia di Lewis Gilbert (1960)
- Guerra fredda e pace calda (Bottoms Up), regia di Mario Zampi (1960)
- Il villaggio dei dannati (Village of the Damned), regia di Wolf Rilla (1960)
- Compelled, regia di Ramsey Herrington (1960)
- Il mistero dell'idolo nero (Pit of Darkness), regia di Lance Comfort (1961)
- Danger by My Side, regia di Charles Saunders (1962)
- Il rifugio dei dannati (Paranoiac), regia di Freddie Francis (1963)
- Lama scarlatta (The Scarlet Blade), regia di John Gilling (1964)
- Gli anni dell'avventura (Young Winston), regia di Richard Attenborough (1972)
- Royal Flash - L'eroico fifone (Royal Flash), regia di Richard Lester (1975)
- Superman, regia di Richard Donner (1978)

### Televisione
- Robin Hood (The Adventures of Robin Hood) – serie TV, episodio 1x25 (1956)